# فيورانو مودينيزي
فيورانو مودينيزي (بالإيطالية: Fiorano Modenese)‏ هي بلدية في مقاطعة مودينا في إقليم إميليا رومانيا الإيطالي.

## السكان
في سنة 1861 بلغ عدد السكان 2٬962 نسمة، وتطور العدد ليصل في سنة 2011 لـ 16٬945 نسمة.
يظهر هذا المخطط البياني تطور النمو السكاني لـ فيورانو مودينيزي

## توأمة
لفيورانو مودينيزي اتفاقيات توأمة مع كل من:
- أندة
- بولتي
- ايتريدو
- أوزيري